# کارگردان برهنه
کارگردان برهنه (به ژاپنی: 全裸監督, Zenra Kantoku) سریالی ژاپنی در دو فصل و ۱۶ قسمت به سبک زندگی‌نامه کمدی-درام می‌باشد که در تلویزیون اینترنتی نتفلیکس به کارگردانی ماساهارو تاکه ساخته شده‌است.